# Pepo Puch

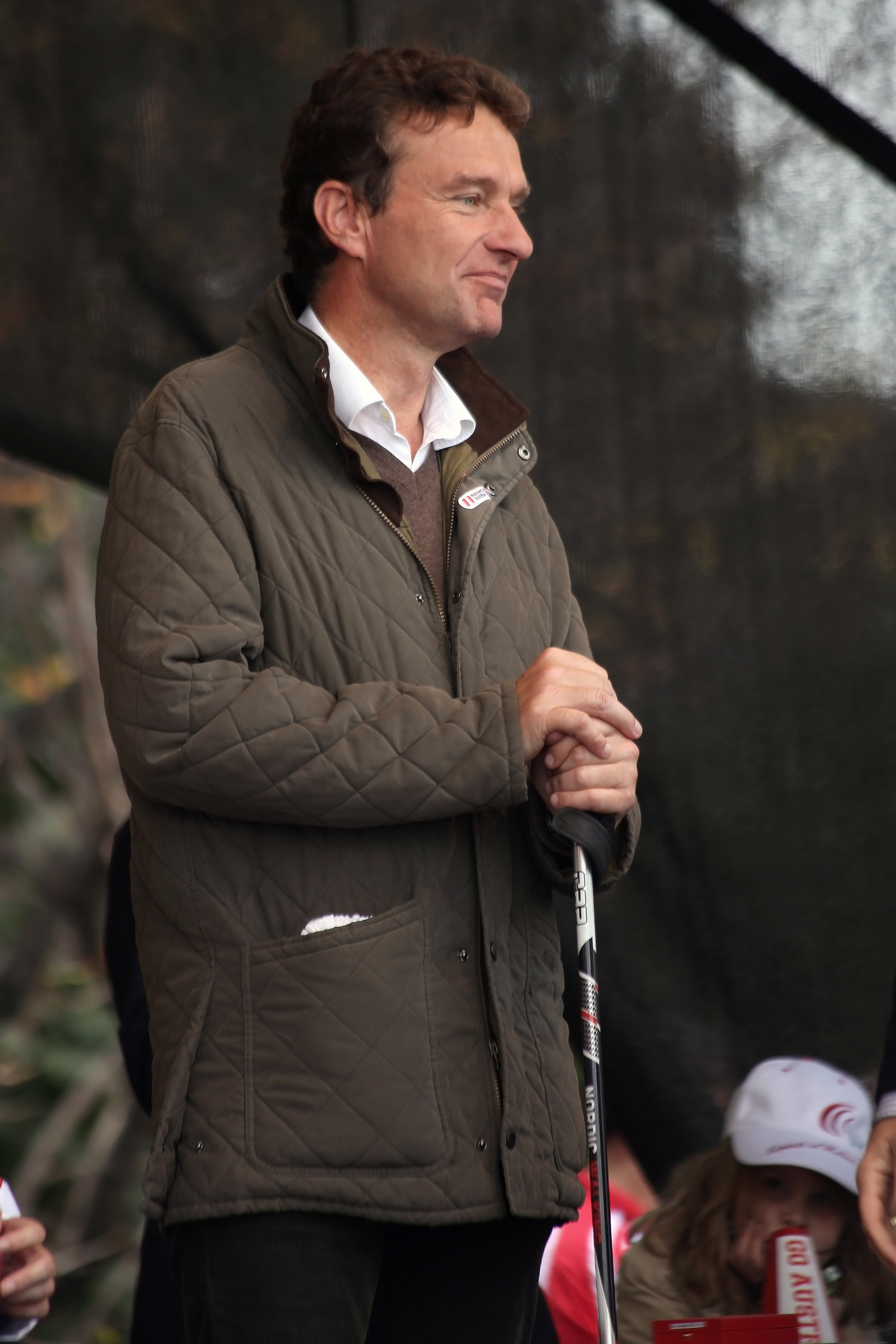
Pepo Puch (2013)

Josef „Pepo“ Puch (* 10. Januar 1966 in Graz) ist ein österreichischer Reiter. Bis 2008 trat er im Vielseitigkeitsreiten für Kroatien im Sport an, heute startet er als Dressurreiter im Behindertenreitsport.

## Leben
Puch begann im Alter von 15 Jahren in Oberzeiring mit dem Reiten. Puch, der im Alter von 15 Jahren sein Heimatdorf verließ, ist gelernter Rauchfangkehrer. Zunächst war er im Distanzreiten aktiv und erreichte hier auch die Weltmeisterschaften.
Später wechselte er zum Vielseitigkeitsreiten, wo er zunächst für Österreich aktiv war. Nach Differenzen mit dem österreichischen Verband ritt er jahrelang international erfolgreich für Kroatien. Er nahm an den Europameisterschaften der Jahre 2001, 2003 und 2005 teil. 2004 nahm er mit Banville d’Invoy an den Olympischen Sommerspielen in Athen teil.
Für Pepo Puch war die Sicherheit beim Reiten immer sehr wichtig und er trug als einer der ersten Reiter damals eine neu entwickelte Airbag-Weste (Sicherheitsweste, die sich bei einem Sturz aufbläht). Im August 2008 stürzte er bei der Schenefelder Vielseitigkeit folgenschwer: Er zog sich Brüche im Bereich des dritten und vierten Halswirbels zu, eine inkomplette Querschnittlähmung ist Folge des Sturzes. Nach dem Sturz wurde zunächst vermutet, die von Puch getragene Airbag-Weste habe sein Leben gerettet. Puch, der sich an den Unfallablauf erinnern kann, gab jedoch an, die Weste habe sich bei einem kleinen Rumpler aufgebläht, der Knall habe sein Pferd erschreckt und er sei durch die Weste praktisch bewegungsunfähig gewesen, wodurch er gestürzt sei. Die Weste habe ihn am Abrollen gehindert. Er ist davon überzeugt, dass ohne die Weste kein nennenswerter Unfall passiert wäre.
Nach dem Unfall verbrachte Puch sechs Monate im Krankenhaus, zunächst in Hamburg, dann in Zürich. Nach Monaten erreichte er, dass er wieder seine Hand  bewegen konnte. Er schaffte es, eingeschränkt wieder gehen zu können.
In Folge fand er in den Sport zurück, nun als Dressurreiter im Behindertenreitsport. Hier ist er der Wettkampfklasse Grade II (bis 2016 als Grade Ib bezeichnet) zugeordnet. Als Hilfsmittel reitet er mit zwei Gerten und Stimmhilfen.

„Am idealsten reitet man aus dem Gewicht heraus, doch das ist mit der Behinderung manchmal schwierig, weil das Pferd nicht weiß, ob man einen spastischen Anfall hat oder das ein Kommando ist. Daher ist die Stimmhilfe wichtig!“

Den Einstieg in den Behindertenreitsport fand Puch mit dem selbst ausgebildeten Wallach The Who. Mit diesem hatte er zwei Wochen vor seinem Sturz noch die internationale Vielseitigkeit (CIC 2*) im bayerischen Unterbeuern gewonnen.
Im Jahr 2010 hatte er sich für die Weltreiterspiele 2010 qualifiziert, die sein erstes internationales Championat nach seinem Sturz gewesen wären. Seine Stute Fine Feeling verletzte sich jedoch zuvor. Ein Jahr später folgte dann sein erster großer Auftritt als Para-Reiter: Bei den Europameisterschaften im belgischen Moorsele gewann er mit Good Boy’s Feeling Gold in der Einzelwertung sowie Einzelsilber in der Kür.
Beim großen Salzburger Hallenreitturnier Ende 2011 wurde ihm der „Amadeus Award“ verliehen, der alljährlich an eine Person geht, die sich im Besonderen um den österreichischen Pferdesport verdient gemacht hat. Kurz zuvor war er erstmals Weltranglistenerster geworden, eine Position, die er auch noch im Sommer 2012 innehat. Beim Maimarktturnier in Mannheim, dem einzigen internationalen Behindertenreitsportturnier Deutschlands im Jahr 2012, erritt er einen neuen Weltrekord seiner Wettkampfklasse: In der Kür Grad Ib erreichte er mit Fine Feeling 80,667 Prozent.
Seine ersten Paralympischen Spiele bestritt er 2012 in London: Mit Fine Feeling gewann er im Championshiptest die Bronzemedaille und in der Kür Einzel-Gold. Bei den Paralympischen Spielen musste er für die letzte Prüfung, den Freestyle, ohne die geplante Rückendeckung der Familie vor Ort auskommen: Während der Wettkämpfe starb seine Schwiegermutter und die ganze Familie reiste aus London ab.
Im Mai 2013 verbesserte Puch den Weltrekord in der Kür des Grade Ib zusammen mit Fine Feeling auf 80,917 Prozent. Bereits ein Jahr zuvor hatte er ein Weltrekordergebnis in dieser Prüfung erritten. Mit Fine Feeling nahm er auch in den Folgejahren erfolgreich an den Championaten teil.
Im Jahr 2016 löste der Wallach Fontainenoir die inzwischen 19-jährige Fine Feeling als Championatspferd Puchs ab. Bei den Weltreiterspielen 2014, Europameisterschaften 2015 und Sommer-Paralympics 2016 stellte Österreich auch jeweils eine Mannschaft. Puch gewann in Rio de Janeiro 2016 die Goldmedaille in der Einzelwertung – nun mit seinem Championatspferd Fontainenoir.

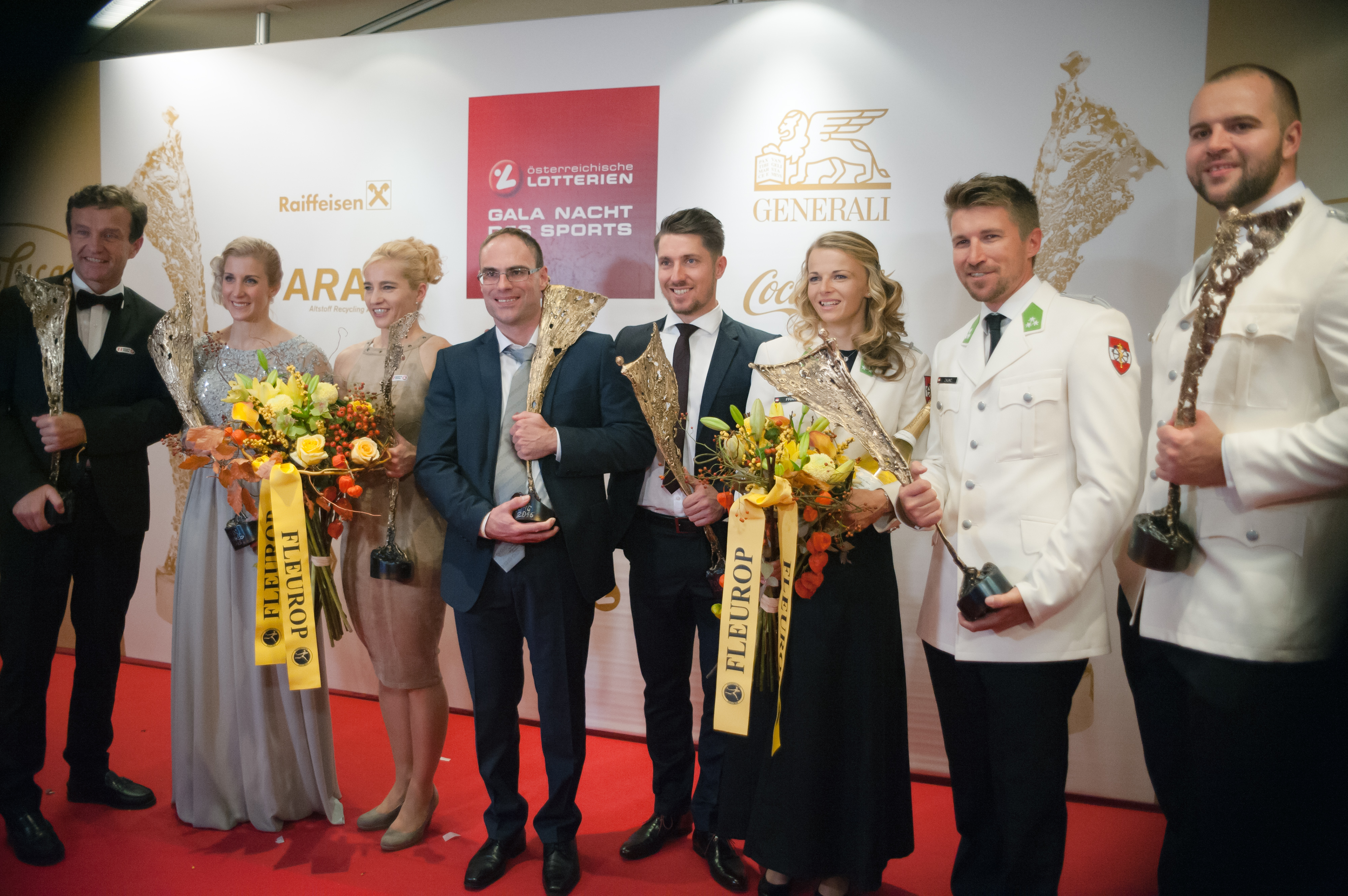
Pepo Puch (links) bei der Ehrung von Österreichs Sportlern des Jahres 2016

Im Rahmen der Verleihung der Auszeichnung Sportler des Jahres 2016 wurde Puch als Parasportler des Jahres geehrt.
Das Jahr 2017 ritt Pepo Puch die FEI Europameisterschaft in Göteborg 2017 und gewann die Goldmedaille in der Einzelwertung mit Fontainenoir.
Den 2008 geborenen Sailor's Blue stellte Puch 2018 erstmals international vor und entschied sich auch für den Start bei den Weltreiterspielen für den jungen Rappwallach. Er wurde mit zwei Silbermedaillen belohnt – je in der Kür sowie in der Einzelwertung.
2019 wurde er zum vierten Mal als steirischer Behindertensportler des Jahres ausgezeichnet.

## Erfolge
Als Vielseitigkeitsreiter:
Als Vielseitigkeitsreiter:
- Olympische Spiele:[21]
  - 2004, Markopoulo bei Athen: mit Banville d’Invoy 63. Platz in der Einzelwertung
- Europameisterschaften:[4]
  - 2001, Pau: mit Grim 28. Platz in der Einzelwertung
  - 2003, Punchestown: mit Banville d’Invoy 22. Platz in der Einzelwertung
  - 2005, Blenheim: mit Banville d’Invoy 46. Platz in der Einzelwertung

Als Para-Dressurreiter (für Österreich):
- Paralympische Spiele:
  - 2012, London: mit Fine Feeling 3. Platz (Bronze) in der Einzelwertung (Championshiptest) und Rang 1 (Gold) in der Kür
  - 2016, Rio de Janeiro: mit Fontainenoir  Platz 1 (Gold) in der Einzelwertung (Championshiptest) und Rang 2 (Silber) in der Kür
  - 2020/21, Tokio: mit Sailor’s Blue Silber in der Einzelwertung der Wettkampfklasse II[22] und Silber im Freestyle, Grade II[23]
- Weltreiterspiele:
  - 2014, Caen: mit Fine Feeling 2. Platz in der Einzelwertung (Championshiptest) und 2. Platz in der Einzel-Kür, 6. Platz mit der Mannschaft
  - 2018, Tryon:  mit Sailor's Blue 2. Platz in der Kür und im Championshiptest

- Europameisterschaften:
  - 2011, Moorsele: mit Good Boy’s Feeling 1. Platz in der Einzelwertung (Championshiptest) und 2. Platz in der Kür
  - 2013, Herning: mit Fine Feeling  1. Platz in der Einzelwertung (Championshiptest) und 1. Platz in der Kür, 8. Platz mit der Mannschaft,
  - 2015, Deauville: mit Good Boy’s Feeling mit Fine Feeling 1. Platz in der Einzelwertung (Championshiptest) und 1. Platz in der Einzel-Kür, 8. Platz mit der Mannschaft
  - 2017, Göteborg: mit Fontainenoir  1. Platz in der Einzelwertung (Championshiptest) und 6. Platz mit der Mannschaft
  - 2019, Rotterdam: mit Sailor's Blue 1. Platz (Goldmedaille) in der Kür und 2. Platz (Silbermedaille) in der Einzelwertung

- Österreichische Meisterschaften (Auswahl):
  - 2016, Fritzens: Staatsmeister mit Fontainenoir[24]
  - 2017, Fritzens: Staatsmeister mit Fonainenoir
  - 2018, Fritzens: Staatsmeister mit Sailor's Blue
  - 2019, Fritzens: Staatsmeister mit Sailor's Blue
  - 2020 keine Staatsmeisterschaften durch Covid-19
  - 2021, Fritzens: Staatsmeister mit Fürst Chili

## Pferde

### Aktuell
- Sailor's Blue (* 2008), Hannoveraner Rappwallach, Vater: Swarovski, Muttervater: Arogno
- Fürst Chili, (* 2009), Hannoveraner Fuchswallach, Vater: Fuerst Romancier, Muttervater: Rotspon

### Ehemalige Erfolgspferde
- Fontainenoir (* 2005), Oldenburger Rappwallach, Vater: Florencio I, Muttervater: Donatelli[25]
- Fine Feeling S (1997–2020)[26], Hannoveraner Dunkelfuchs-Stute, Vater: Fabriano, Muttervater: Trapper[27]
- Good Boy’s Feeling (* 1999), Hannoveraner Rappwallach, Vater: Grand Cru, Muttervater: World Cup I[28]
- The Who (* 1995), Englisches Vollblut, Fuchswallach[29]
- Grim 3 (* 1989), Fuchswallach[30]
- Banville d’Invoy (* 1989), brauner Selle-Français-Wallach, Vater: Banville, Muttervater: Herbier

## Privates
Puch ist mit Michele Puch, gebürtige Schwarzenbach, verheiratet. Michele Puch, Tochter von Alfred Schwarzenbach (Olympiateilnehmer 1972) und Enkelin von Hans Schwarzenbach, ritt selbst lange Vielseitigkeitsprüfungen und startet nun im Springreiten. Beide haben eine gemeinsame Tochter.
Michele und Pepo Puch betreiben zusammen einen Ausbildungsstall in der Nähe von Zürich (Schweiz).